# Vermont (Illinois)
Vermont è un villaggio degli Stati Uniti d'America, situato nello Stato dell'Illinois, nella contea di Fulton.